# Le Pontet (Vaucluse)
Le Pontet (okzitanisch Lo Pontet) ist eine französische Gemeinde mit 17.985 Einwohnern (1. Januar 2022) im Département Vaucluse in der Region Provence-Alpes-Côte d’Azur.

## Geographie
Die Stadt Le Pontet grenzt nordöstlich an Avignon. Sie ist das Bindeglied zur historischen Region der Grafschaft Venaissin. Die Rhone bildet die westliche Gemeindegrenze von Le Pontet.
Die Gemeinde ist sehr flach: mit einem Minimum von 16 Metern und einem Maximum von 30 Metern über dem Meer beträgt der Höhenunterschied nur 14 Meter.

## Geschichte
1925 wurde Le Pontet eine von Avignon unabhängige Gemeinde.
Seit 1507 bezeichnete der lateinische Name Parietes Ponteti secus Rhodanum (deutsch: Mauern von Pontet am Ufer der Rhône) eine kleine Aussiedlung, aus dem später der heutige Ort wurde. Der Name leitet sich von einer kleinen Brücke ab, die heute verschwunden ist. Sie stand in etwa am Ortseingang aus Richtung Avignon. Zunächst war es eine Holzbrücke, 1537 wurde eine Steinbrücke gebaut. Die Arbeiten dauerten fünf Monate. Im Juni 1618 wurde die Brücke erneut gebaut, der Übergang maß nur einen Meter zwanzig Breite. Später wurde der Name Pontet von der Aussiedlung auf das ganze Dorf übertragen.
Nahe der Kirche stand ein Kreuz für diejenigen, die nicht an den Messen teilnehmen konnten. Daneben gab es ein Lavoir, das ursprünglich im 15. Jahrhundert aus Holz erbaut wurde. 1557 wurde es aus Steinen neu gebaut.
Die bedeutende Stadt Avignon umfasste schon seit dem 10. Jahrhundert das Gebiet der heutigen Gemeinden Le Pontet und Morières-lès-Avignon. Der Bau von Kanälen von Fontaine-de-Vaucluse nach Avignon brachte auch Le Pontet einen kleinen wirtschaftlichen Aufschwung. Durch die Ansiedlung der Gegenpäpste im Jahr 1309 in Avignon erlebte die ganze Region einen großen Aufschwung, was zu einem starken Bevölkerungsanstieg führte.
Wappen
Das Wappen von Le Pontet ist teilweise sprechend: Das französische Wort Pont bedeutet Brücke, und so ist auf blauem Hintergrund eine einbogige Brücke zu sehen, darüber drei übereinander liegende goldene Schlüssel. Die Schlüssel symbolisieren die Stadt Avignon, zu der die Ortschaft bis 1925 gehört hatte und die ebenfalls drei goldene Schlüssel im Wappen führt. Das Wappen entstand erst 1941, als der Bürgermeister nach einem solchen für die Gemeinde suchte. Er engagierte einen Ingenieur, der die Ursprünge von Le Pontet ergründen sollte und später einen Zeichner, der das Wappen schließlich fertigstellte.

## Bevölkerungsentwicklung

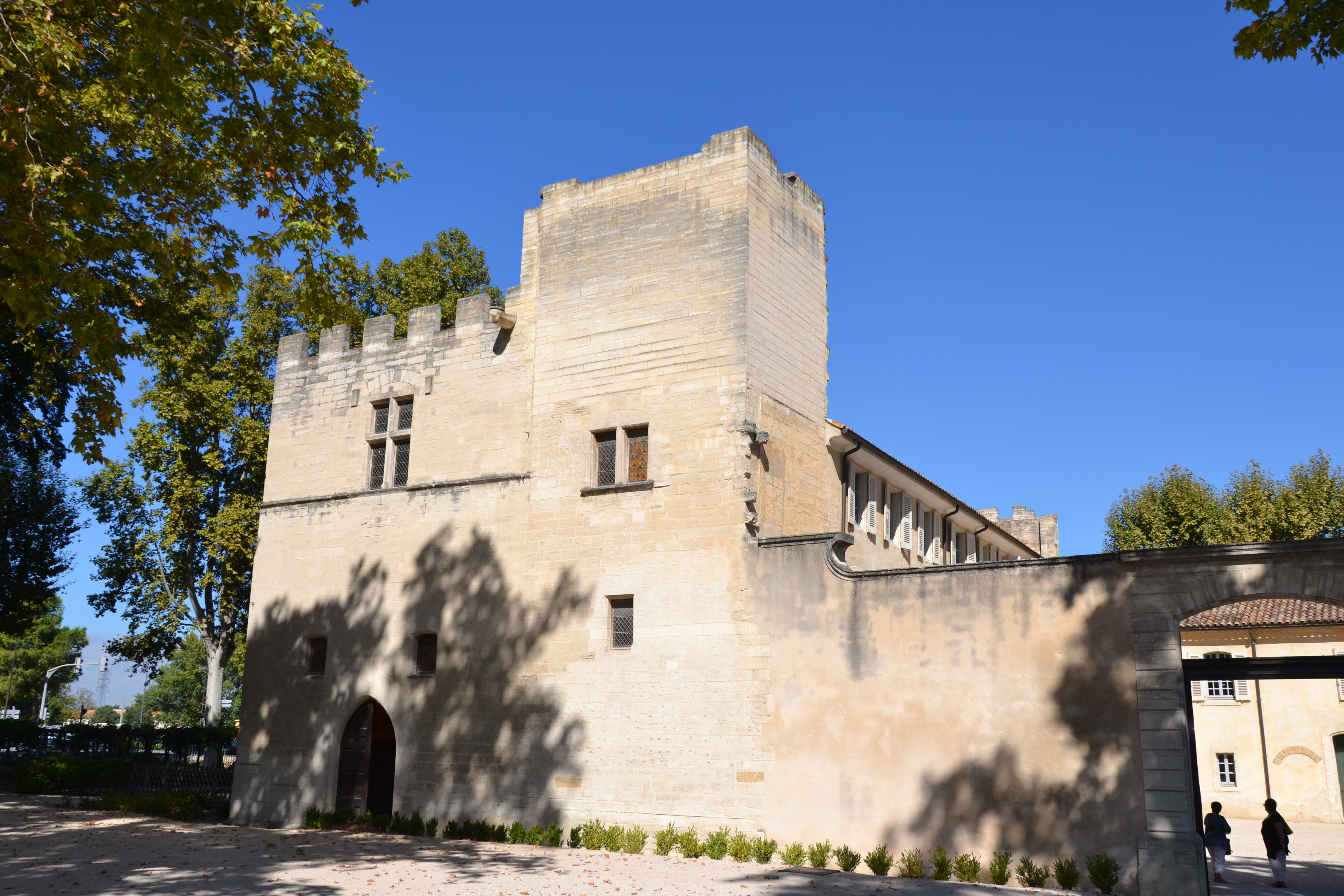
Château de Fargues
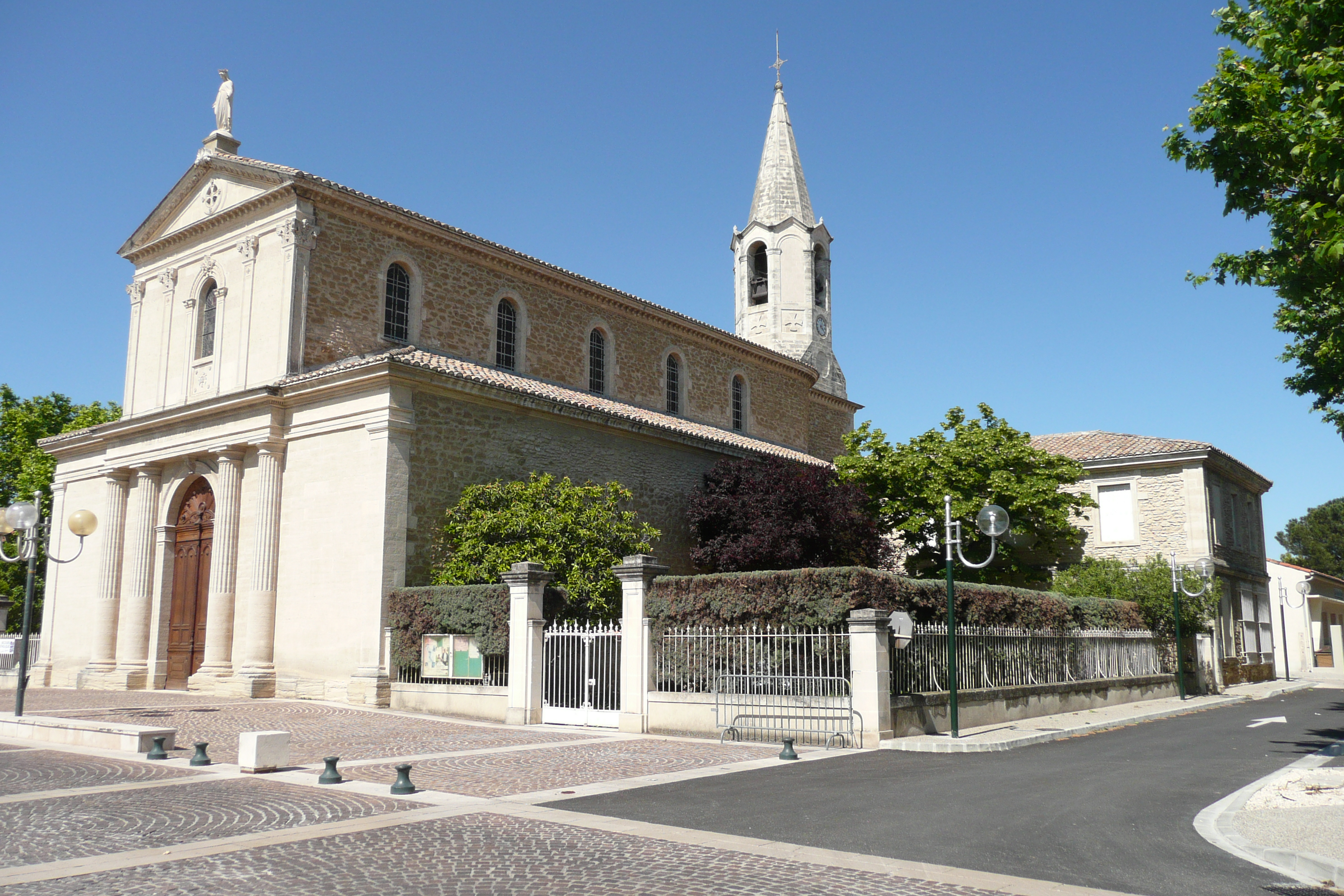
Notre-Dame-de-Bon-Secours

| Jahr      | 1962  | 1968  | 1975   | 1982   | 1990   | 1999   | 2008   |
| Einwohner | 5.080 | 8.178 | 10.465 | 12.920 | 15.688 | 15.594 | 16.886 |

## Sehenswürdigkeiten
- Château de Fargues (Monument historique)
- Kirche Notre-Dame-de-Bon-Secours
- Landgut von Roberty und sein Hippodrom

## Verkehr
Die nordöstlichen Ausfallstraßen von Avignon (D 907 und D 942) führen durch das Gebiet der Gemeinde. An der nordöstlichen Gemeindegrenze befindet sich die Autobahnausfahrt „Avignon Nord“ der Autoroute A7.

## Städtepartnerschaft
Seit dem 14. September 1986 besteht eine Städtepartnerschaft zwischen Le Pontet und Hochheim am Main, das rund 900 Kilometer von Le Pontet entfernt liegt. Jedes Jahr findet ein Schüleraustausch zwischen den beiden Gemeinden statt.

## Persönlichkeiten
Aus Le Pontet stammte Maurice Challe (1905–1979), General der französischen Luftwaffe.